# Senecio lelyi
Senecio lelyi là một loài thực vật có hoa trong họ Cúc. Loài này được Hutch. miêu tả khoa học đầu tiên năm 1921.